# Parasmittina winstonae
Parasmittina winstonae är en mossdjursart som beskrevs av Liu 200. Parasmittina winstonae ingår i släktet Parasmittina och familjen Smittinidae. Inga underarter finns listade i Catalogue of Life.